# Freudenberg & Co
Freudenberg & Co. KG är en tysk familjeägd koncern som tillverkar produkter för bland annat fordons-, verkstads-, textil-, bygg- och telekommunikationsbranschen. Bolaget tillverkar även rengöringsprodukter under varumärket Vileda, däribland Wettextrasan. Koncernen har 40 000 anställda och är verksam i cirka 60 länder. Den har huvudkontor i Weinheim, Baden-Württemberg.
Bolaget grundades 1849 som ett garveri under namnet Heintze & Freudenberg.